# Вяжевка
Вяжевка — деревня в Горьковском районе Омской области. Входит в Рощинское сельское поселение.

## История
Основана в 1895 г. В 1928 г. состояла из 93 хозяйств, основное население — русские. Центр Вяжевского сельсовета Иконниковского района Омского округа Сибирского края.

## Население
| 2002 | 2010 | 2021 |
| ---- | ---- | ---- |
| 114  | ↘77  | ↗81  |